# Eli Liten
Eli Liten – polski aktor żydowskiego pochodzenia grający w przedwojennych żydowskich filmach i sztukach teatralnych w języku jidysz.

## Filmografia
- 1937: Błazen purymowy jako Lea